# گابریلا سابو (قایقران کانو)
گابریلا سابو (انگلیسی: Gabriella Szabó؛ زادهٔ ۱۴ اوت ۱۹۸۶) قایقران کانو اهل مجارستان است.
وی در مسابقات کشوری و بین‌المللی در مجموع برندهٔ ۱۵ مدال طلا، ۴ مدال نقره، ۱ مدال برنز شده‌است.